# Xã York, Quận Carroll, Illinois
Xã York (tiếng Anh: York Township) là một xã thuộc quận Carroll, tiểu bang Illinois, Hoa Kỳ. Năm 2010, dân số của xã này là 1.734 người.